# Montluel
Montluel este o comună în departamentul Ain din estul Franței.

## Personalități născute aici
- Jules Gros (1829 - 1891), jurnalist, scriitor, politician.